# Мастерс, Максвелл Тилден
Максвелл Тилден Мастерс (англ. Maxwell Tylden Masters; 1833—1907) — британский ботаник и врач.

## Биография
Максвелл Мастерс родился 15 апреля 1833 года в Кентербери.
Учился в лондонском Кингс-колледже, затем поступил в Сент-Андрусский университет. С 1855 года Мастерс преподавал в лондонском Госпитале св. Георгия.
В 1858 году Максвелл женился на Эллен Тресс.
В 1862 году Сент-Андрусский университет присвоил Мастерсу степень доктора медицины (MD). В 1865 году Максвелл Тилден был назначен главным редактором газеты Gardener's Chronicle, где работал до самой смерти. В 1868 году он перестал работать в больнице и решил посвятить свою оставшуюся жизнь изучению ботаники.
В 1869 году была выпущена книга Мастерса Vegetable teratology, в которой он описывал различные аномалии растений и объяснял их причины.
В 1870 году Максвелл был избран членом Лондонского королевского общества. Также он стал членом Линнееского общества.
Максвелл Тилден Мастерс скончался 30 мая 1907 года в Лондоне.

## Некоторые научные работы

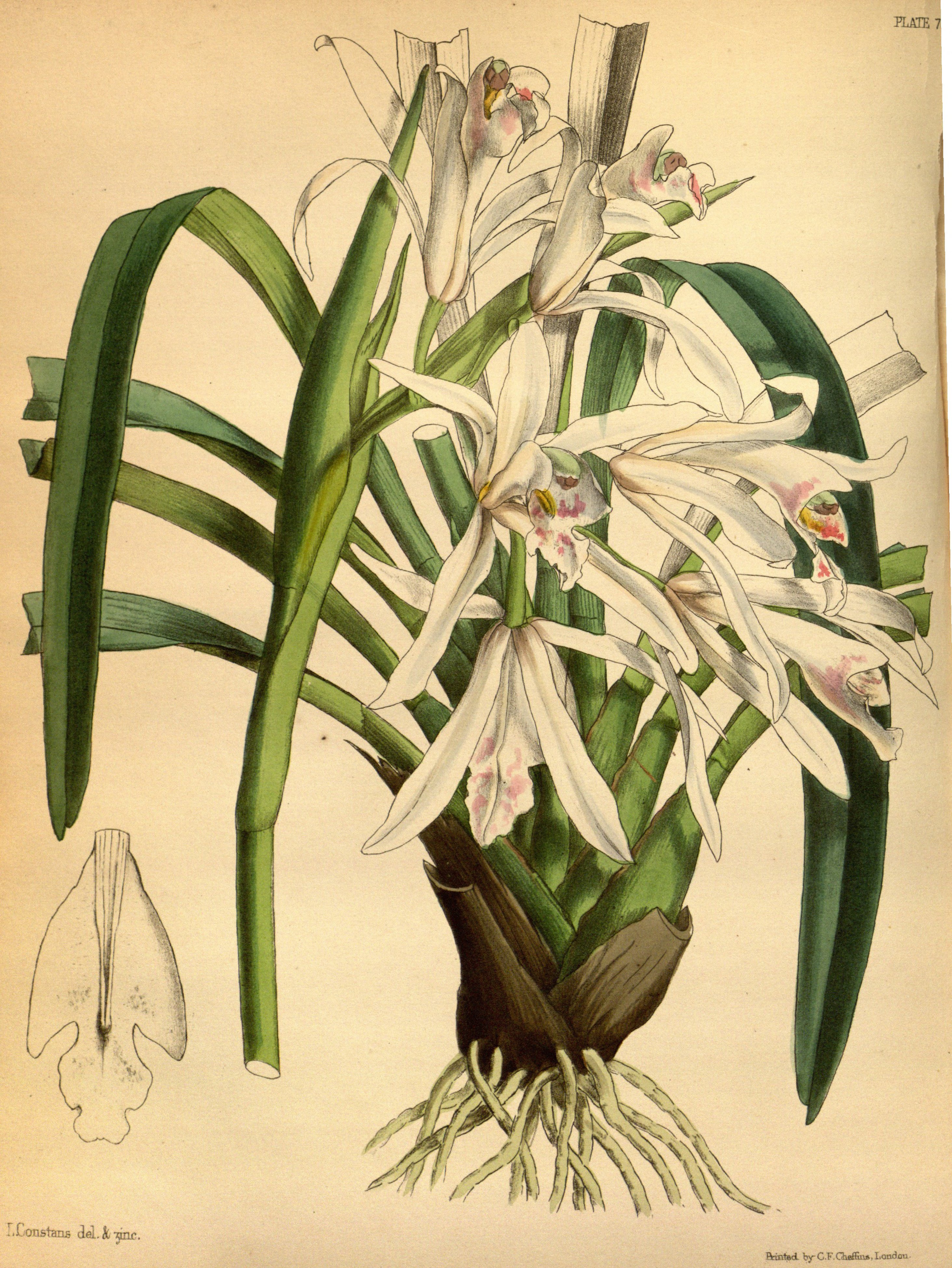
Cymbidium mastersii

- Masters, M.T. in Oliver, D. et al. (1868). Flora of Tropical Africa: Malvaceae, Sterculiaceae, Tiliaceae. 1: 175—268.
- Masters, M.T. (1869). Vegetable teratology. 534 p.
- Masters, M.T. in Oliver, D. et al. (1871). Flora of Tropical Africa: Samydaceae, Loaseae, Turneraceae, Passifloreae. 2: 492—520.
- Masters, M.T. in Martius, C.F.P. von (1872). Flora Brasiliensis: Aristolochiaceae. 13(1): 529—628.
- Masters, M.T. in Hooker, J.D. (1874). Flora of British India: Malvaceae, Sterculiaceae, Tiliaceae. 1: 317—409.
- Masters, M.T. in Martius, C.F.P. von (1875). Flora Brasiliensis: Passifloraceae. 4(2): 77—114.
- Masters, M.T. in Hooker, J.D. (1879). Flora of British India: Passifloreae. 2(6): 598—603.
- Masters, M.T. in Hooker, J.D. (1895). Flora of British India: Olacineae. 1(3): 572—598.
- Masters, M.T. in Harvey, W.H. & Sonder, O.W. (1897). Flora Capensis: Restiaceae. 7(1): 59—149.

## Роды растений, названные в честь М. Т. Мастерса
- Mastersia Benth., 1865 — также назван в честь Джона Уайта Мастерса (ок. 1792 — 1873) — английского ботаника в Индии
- Mastersiella Gilg-Ben., 1930
- Maxwellia Baill., 1871